# Conclave de 1334

Brasão papal de Sua Santidade o Papa Bento XII

O conclave papal ocorrido entre 13 a 20 de dezembro de 1334 resultou na eleição do cardeal Jacques Fournier, O.Cist. como Papa Bento XII depois da morte do Papa João XXII. Foi o terceiro conclave do Papado de Avinhão.

## A morte de João XXII
O Papa João XXII morreu em 4 de dezembro de 1334, depois de um papado inesperadamente longo, com 18 anos de pontificado. Ele passou à história sob o signo da estabilização da Santa Sé no Papado de Avinhão, além de um fortalecimento da influência francesa na cúria papal. Só ao final de sua vida, João XXII, preocupado pelo caos, a profundeza na Itália e a ameaça à autoridade da Igreja naquelas regiões, começou a pensar em voltar a Roma, o que terminou na oposição da maioria dos cardeais.

## Cardeais eleitores
| Criado por                  | Cardeais | Por Cento |
| --------------------------- | -------- | --------- |
| Papa Nicolau IV (NIV)       | 01       | 4,17 %    |
| Papa Bonifácio VIII (BVIII) | 02       | 8,33 %    |
| Papa Clemente V (CV)        | 02       | 8,33 %    |
| Papa João XXII (JXXII)      | 019      | 79,17 %   |
| Total                       | 24       | 100 %     |

Participaram do conclave todos os 24 cardeais vivos na época que compunham o Colégio dos Cardeais, dos quais 16 franceses, 7 italianos e 1 espanhol:

### Cardeais presentes
1. Guillaume Pierre Godin (CV)
2. Pierre des Près, O.P. (JXXII)
3. Bertrand du Pouget (JXXII)
4. Gauscelin de Jean, (JXXII)
5. João Raimundo de Cominges (JXXII)
6. Annibaldo di Ceccano (JXXII)
7. Jacques Fournier, O.Cist. (eleito com nome Bento XII) (JXXII)
8. Raymond de Mostuejouls (JXXII)
9. Pierre de Montemart (JXXII)
10. Pierre des Chappes (JXXII)
11. Matteo Orsini di Monte Giordano, O.P. (JXXII)
12. Pedro Gómez de Barroso (JXXII)
13. Imbert Dupuis (JXXII)
14. Hélie de Talleyrand-Périgord (JXXII)
15. Pierre Bertrand d'Annonay (JXXII)
16. Napoleone Orsini Frangipani (NIV)
17. Giacomo Caetani Stefaneschi (BVIII)
18. Luca Fieschi (BVIII)
19. Raymond Guillaume des Farges (CV)
20. Bertrand de Montfavez (JXXII)
21. Gaillard de la Mothe (JXXII)
22. Gian Gaetano Orsini (JXXII)
23. Arnaud de Via (JXXII)
24. Giovanni Colonna (JXXII)

Deles, 19 foram criados pelo Papa João XXII, 2 pelo Papa Clemente V, 2 pelo Papa Bonifácio VIII e 1 pelo Papa Nicolau IV.

## Divisões do Colégio de Cardeais
O Colégio Cardinalício se dividiu em duas facções nacionalistas:
- Francesa: encabeçada pelo cardeal Hélie de Talleyrand-Périgord, que advogou por permanecer em Avinhão. Sua posição era a de dois terços dos cardeais, o que significava que poderia empurrar a sua vontade ao resto do Sacro Colégio.
- Italiana: em torno do cardeal Giovanni Colonna, que queria voltar tão logo fosse possível a Roma.

Era tido como um dos papabiles fortes o cardeal francês Jean-Raymond de Comminges, bispo de Porto e Santa Rufina.

## O conclave e a eleição de Bento XII

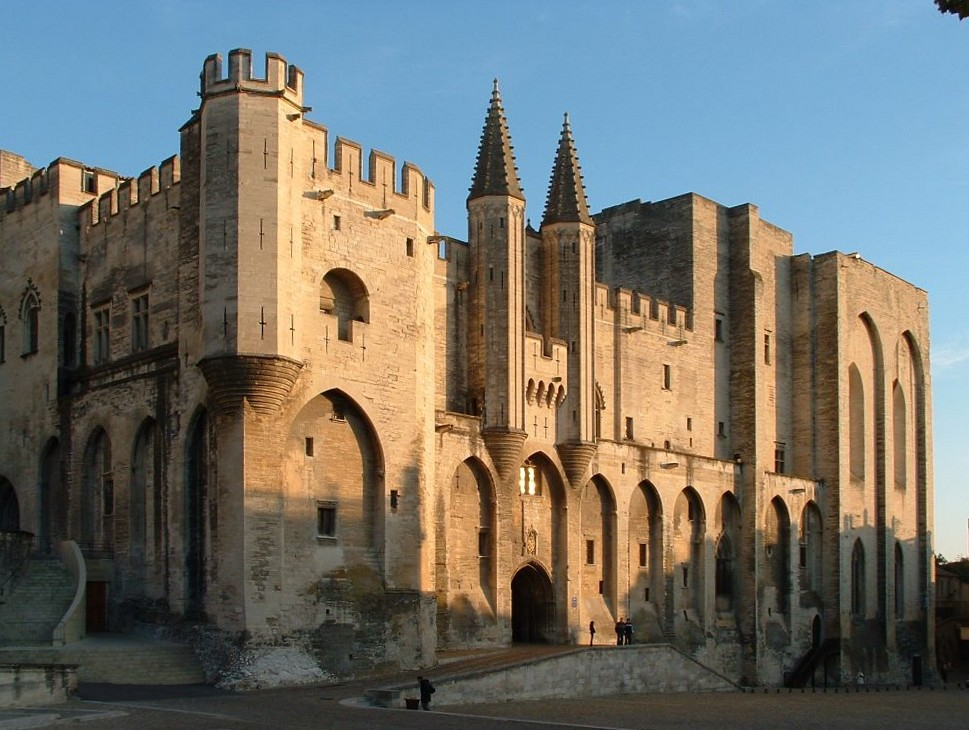
Palácio dos Papas de Avinhão.

O conclave começou em 13 de dezembro, mas nos primeiros sete dias não se realizaram escrutínios. Nesse momento, os cardeais franceses trataram de obter de seu candidato De Comminges a declaração solene de que não tinha a intenção de sair de Avinhão. De Cominges se negou sistematicamente a fazer tal declaração, de modo que quando chegou em 20 de dezembro, finalmente começaram a votar e seus partidários votaram pelo cardeal Jacques Fournier (não considerado papabile) no seu lugar. Ao que parece, os cardeais franceses o fizeram apenas com a intenção de exercer pressão sobre o bispo de Porto e Santa Rufina, sem ter objetivo algum de eleger a Fournier. Todavia, depois da revisão das votações, verificaram que inesperadamente Fournier recebeu um número suficiente de votos e foi eleito Papa.
Sua eleição foi totalmente surpreendente por esse rápido movimento dos acontecimentos (terminando os eleitores sendo chamados "asnos"). Aceitou a eleição e tomou por nome a Papa Bento XII. O novo Papa foi coroado solenemente em 8 de janeiro de 1335 no convento dos dominicanos pelo cardeal Napoleone Orsini Frangipani, protodiácono de S. Adriano.